# 毛 (数)
毛（もう）は、「1000分の1」であることを示す数や割合を表す単位である。「毫」（ごう）ということもある。尺貫法では分量単位の名称としても用いられる。
1毛は、100分の1分、10分の1厘、10糸に当たる。メートル法の接頭語「ミリ」相当であり、ミリを接頭する単位を表す漢字の旁となる（例:粍（ミリメートル）、瓱（ミリグラム）、竓（ミリリットル））。
ここから、以下の単位の意味となる。
1. 尺貫法における長さの単位。1毛は1/1000寸であり、約0.0303ミリメートルに相当する。また、鯨尺での1毛は約0.0379ミリメートルに相当する。
2. 尺貫法における質量の単位。1毛は1/1000匁であり、正確に3.75ミリグラムに相当する。
3. 割合の単位。割の1/1000である。割が1/10を表すので、全体から見れば1/10000 = 0.0001（0.01パーセント。0.1パーミル）に相当する。「○割○分○厘○毛」のように用いられるが、毛の意味としては1/10000ではなく、あくまでも（割の）1/1000である[1]。
4. 特に金利については、1ベーシスポイントを1毛と称することがある。
5. 日本の通貨の単位。10000分の1円（詳細は後述）。

## 歴史
中国では古くから現在に至るまで「厘」の1/10は「毫（ゴウ、háo）」であるが、貨幣単位の「元」の1/10である「角」の通称を「毛」というのは「毫」に由来する。
日本では古来「毛」の字が使われている。
日本では中世以前は分→毛→厘の順であったが、近世（江戸時代以降）では現在の順序である分→厘→毛になった。中国では、古くから分→厘→毛の順で一貫している。

## 日本の通貨の単位

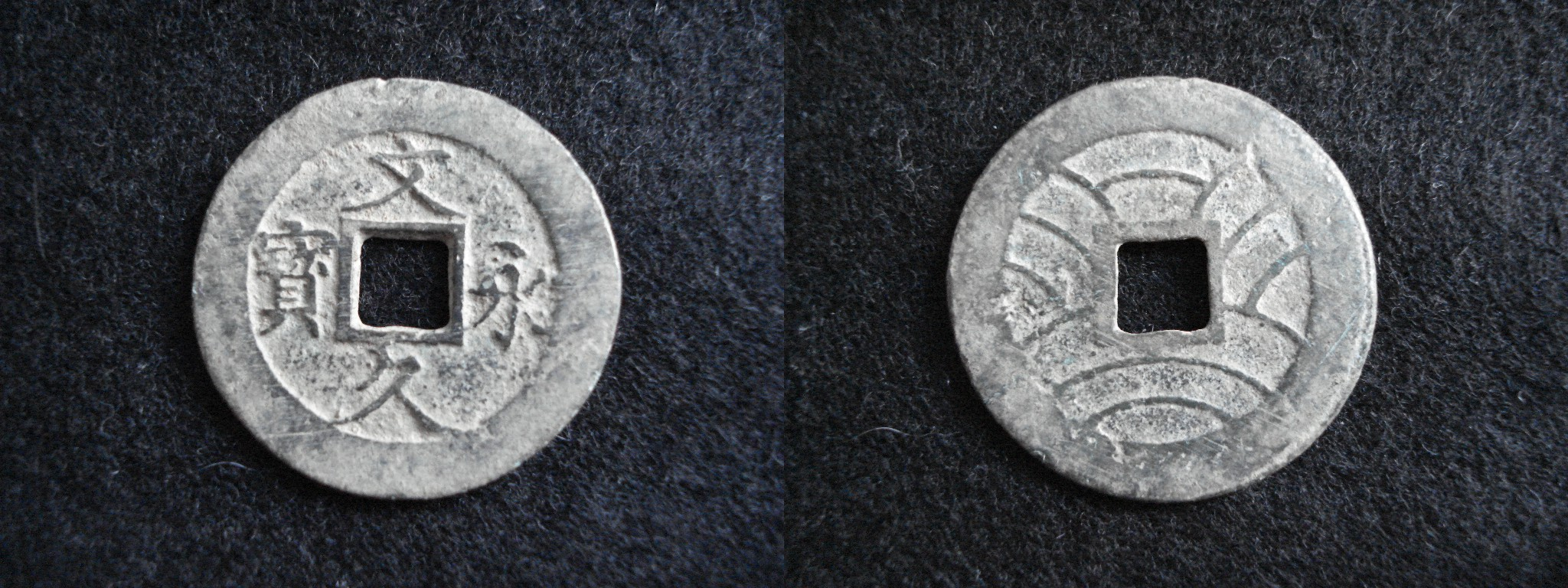
文久永宝。明治初期の新貨条例では1厘5毛の通用価値を与えられた。

日本の通貨の単位としての毛は、通貨の単位及び貨幣の発行等に関する法律では規定されていないものの、10分の1厘＝100分の1銭＝10000分の1円を表すために用いられることがある。1871年に制定された新貨条例では、1厘未満の貨幣は製造されていないが、計算上必要であれば厘以下、毛・絲（糸）・忽・微・纎を以て微小の数を算出すべしと規定された。1897年の貨幣法以降はこの条項の記述はない。
ただし、江戸時代鋳造の銭貨は新貨条例で円・銭・厘・毛…の単位体系に合わせた新たな通用価値が与えられ、このうち文久永宝は1厘5毛の通用価値を与えられたほか、寛永通宝の鉄四文銭・鉄一文銭はそれぞれ1/8厘・1/16厘の通用価値を与えられ、これを仮に毛以下のきちんとした単位に直せば「1毛2糸5忽」・「6糸2忽5微」となる。ただ寛永通宝の鉄銭は1873年12月に太政官からの指令で鋳潰しが認められ、貨幣としての資格を事実上失ったものとされ、1897年9月の貨幣法施行で法的にも失効した。そこで5毛の金額については、寛永通宝の鉄銭が新貨の額面で通用していた時代には、鉄四文銭4枚あるいは鉄一文銭8枚等で表せたが、鉄銭の失効後は、毛以下の単位の端数を有する法定通貨として1厘5毛通用の文久永宝のみが残ったため、5毛は現金の最小単位となったものの、金額を厳密に取り扱おうとする場合、5毛の金額を現金で直接表現する方法は存在せず、その状態が1953年の小額通貨整理法により円未満の紙幣・硬貨が全て通用停止になるまで続いた。日本の軍票では日華事変軍票の戊号券で1銭の1/4に当たる2厘5毛券が発行されている。